# Мікула Микола Васильович

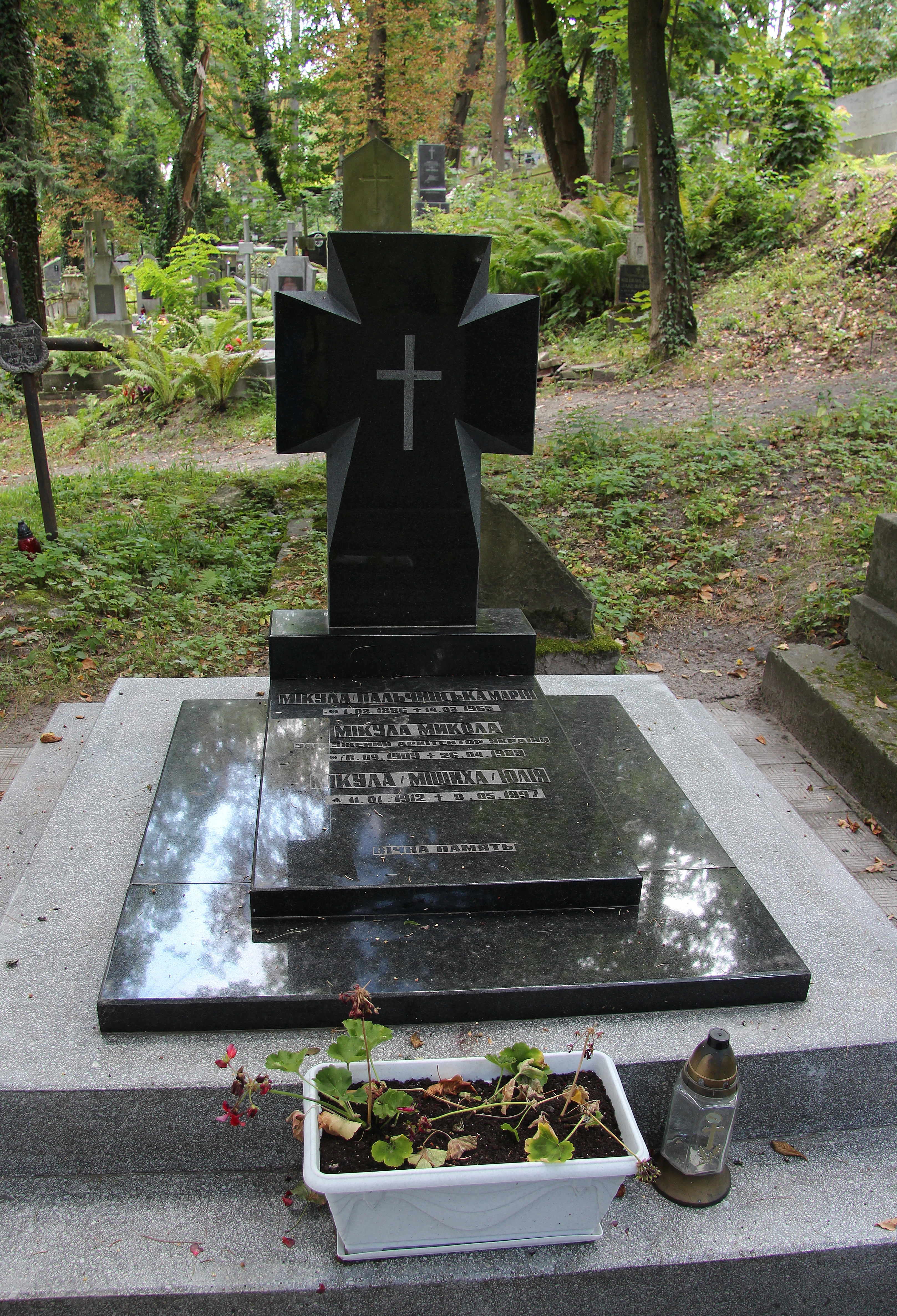

Мікула Микола Васильович (10 вересня 1909, Чесанів — 26 квітня 1989, Львів) — львівський архітектор.

## Біографія
Народився у місті Чесанів (нині Польща) в українській родині. 1929 року закінчив гімназію. Заробляв на життя як приватний вчитель з математики. Планував стати авіаконструктором, однак 1930 року поступив на архітектурний факультет Львівської політехніки. 1934 року відбував навчальну практику на будівництві великого державного об'єкту у Лодзі. Завершив навчання 1935 року, але захистив дипломний проєкт лише 1939 року. Ще до захисту проєкту працював у львівських архітекторів, виконуючи креслярські роботи. Зокрема проводив деталізацію робочих креслень при будівництві адміністративної споруди на нинішній вулиці Драгоманова, 16. У 1938–1940 роках працював у проєктному бюро О. Мухи. Перша відома самостійна робота — проєкт виставкового павільйону на 1000 м². З 1944 працює у львівському «Облпроекті», обіймаючи посаду керівника архітектурно-будівельної секції. Окрім того, до 1960 року займається реконструкцією пам'яток архітектури. Одночасно проєктує житлові і адміністративні споруди. Проєкт лабораторного корпусу проблем хімії ЛПІ визнано однією з найкращих будівель України першого післявоєнного десятиріччя. Брав участь у ряді проєктів розбудови Львова. Займався пейзажним живописом. Виставки проводились у Будинку архітектора (Порохова вежа). Помер 26 квітня 1989 року у Львові, похований на Личаківському цвинтарі, поле № 63.

## Будівлі
- Нереалізований конкурсний проєкт відбудови церкви Святого Духа у Львові на вулиці Коперника (1942, четверта нагорода)[2].
- Добудова у 1940-х роках четвертого поверху класицистичного будинку Йогана Гауснера на нинішньому проспекті Свободи, 1-3[3].
- Нереалізований проєкт навчального корпусу нафтового факультету Львівської політехніки (1953, співавтори Адольф Бахматов, Валеріан Сагайдаківський).
- Шестиповерховий житловий будинок на нинішній вулиці Гнатюка, 3 (1957)[4].
- Проєкт малоповерхової забудови нинішньої вулиці Княгині Ольги (1957, співавтори Ярослав Новаківський, Валеріан Сагайдаковський)[5].
- Лабораторний корпус проблем хімії Львівського політехнічного інституту на площі святого Юра, 4 (1962, співавтори Ярослав Назаркевич, Валеріан Сагайдаковський).
- Пам'ятник Тарасу Шевченкові у смт Славське (1963, скульптор Володимир Сколоздра)[6].
- Багатоповерхова забудова житлового масиву на вулиці Богдана Хмельницького (початок 1960-х, співавтори Олег Радомський, Лариса Каменська)[7].
- Адміністративний корпус Прикарпатського військового округу на вулиці Клепарівській (1968).
- Чотириповерховий перукарсько-косметичний комплекс «Чародійка» на вулиці Івана Франка, 23а.
- Поліклініка на 2 тис. відвідувачів, вулиця Симоненка.
- Забудова мікрорайону № 6 між вулицями вулиць Кульпарківською та Виговського[8].
- Санаторний комплекс у Трускавці.
- Громадські і житлові будинки у Стрию і Трускавці.
- Проєкти приватних житлових будинків.